# Sanafir

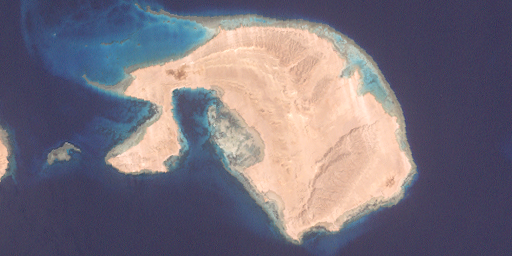
Zdjęcie satelitarne wyspy

Sanafir (arab.: جزيرة صنافير) – wyspa na Morzu Czerwonym znajdująca się na wschód od wyspy Tiran, w pobliżu wejścia do Zatoki Akaba. Ma powierzchnię 33 km².
Podobnie jak Tiran należała do Arabii Saudyjskiej, lecz znajduje się pod kontrolą egipską, odkąd w 1949 roku Arabia Saudyjska pozwoliła Egiptowi zająć te wyspy w celach obronnych, co miało związek z powstaniem państwa izraelskiego. Wyspy są niezamieszkane, lecz od 1950 roku stacjonowało tam wojsko egipskie, a od 1982 roku żołnierze międzynarodowych sił pokojowych. Dwukrotnie – w 1956 i 1967 roku wyspy zostały przejęte przez Izrael, a później zwrócone. W kwietniu 2016 roku, po 6 latach negocjacji, rząd egipski podpisał z Arabią Saudyjską umowę o zwrocie wysp. Doszło wówczas do wielotysięcznych protestów Egipcjan, które skończyły się aresztowaniem ponad 150 osób. W czerwcu 2016 roku umowa została zablokowana przez egipski sąd. W styczniu 2017 roku naczelny sąd administracyjny w Egipcie wydał ostateczny werdykt w tej sprawie i umowa o zwrocie wysp została anulowana. 14 czerwca 2017 Komisja ds. Obrony i Bezpieczeństwa Narodowego egipskiej Izby Reprezentantów podjęła jednogłośną decyzję o przekazaniu wysp Sanafir i Tiran Arabii Saudyjskiej i tego samego dnia decyzja ta została zatwierdzona przez egipski parlament. Decyzja pchnęła naprzód wspólny projekt budowy mostu łączącego egipski Synaj z Arabią Saudyjską.